# 新維希納鄉
新維希納鄉（羅馬尼亞語：Comuna Vișina Nouă, Olt），是羅馬尼亞的鄉份，位於該國南部，由奧爾特縣負責管轄，面積19平方公里，海拔高度55米，2007年人口2,035，人口密度每平方公里105人。